# Elecciones generales del Reino Unido de 2005
Las elecciones generales de 2005 en el Reino Unido se celebraron el 5 de mayo de 2005. El Partido Laborista ganó su tercera victoria consecutiva, pero con un margen de sólo 66 escaños, comparado con 167 en las elecciones de 2001.

## Pronósticos
Los pronósticos de las encuestas fueron muy exactos; una encuesta realizada conjuntamente por la BBC e ITV pronosticó la reducción correcta en el número de escaños del Partido Laborista.

## Resultados
| Partido                            | Líder           | Voto popular | Escaños | Cambio (de 2001) |
| ---------------------------------- | --------------- | ------------ | ------- | ---------------- |
| Partido Laborista                  | Tony Blair      | 35.24%       | 356     | -47              |
| Partido Conservador                | Michael Howard  | 30.65%       | 198     | +33              |
| Partido Liberal-demócrata          | Charles Kennedy | 22.00%       | 62      | +11              |
| Partido Nacional Escocés           | Alex Salmond    | 1.57%        | 6       | +2               |
| Plaid Cymru                        | Ieuan Wyn Jones | 0.64%        | 3       | -1               |
| Partido Unionista Democrático      | Ian Paisley     | 0.89%        | 9       | +4               |
| Sinn Féin                          | Gerry Adams     | 0.64%        | 5       | +1               |
| Social Democratic and Labour Party | Mark Durkan     | 0.5%         | 3       | 0                |
| Partido Unionista del Ulster       | David Trimble   | 0.5%         | 1       | -5               |
| Respeto, la Coalición de Unidad    | Linda Smith     | 0.3%         | 1       | +1               |
| Preocupación por la Salud          | Richard Taylor  | 0.1%         | 1       | 0                |
| Miembros independientes            |                 | 0.5%         | 1       | 0                |

## Después de las elecciones
Tony Blair continuaba en poder, y anunció su nuevo Gabinete el 9 de mayo de 2005. El nuevo parlamento (véase también Actual legislatura en Reino Unido) convenió el 11 de mayo.
Michael Howard, líder del Partido Conservador, anunció sus intenciones a dimitir como líder el 6 de mayo. La elección del líder fue celebrado en octubre, y fue ganado finalmente por David Cameron.